# Commission de récupération artistique
La commission de récupération artistique (par abréviation CRA) est un organisme public français du ministère de l’Éducation nationale créé le 24 novembre 1944 afin de traiter et de restituer les œuvres d’art et les livres que le régime nazi a spolié en France durant l’Occupation et que les Alliés ont retrouvé à la fin de la Seconde Guerre mondiale à travers le continent européen. La CRA agit comme le bras artistique de l'Office des biens et intérêts privés, seul service habilité légalement à recenser, localiser en territoire étranger, rapatrier en territoire français et restituer aux particuliers les biens spoliés. 

## Histoire

### Origines
Durant la Seconde Guerre mondiale, une importante confiscation de biens culturels est réalisée par les autorités nazies, notamment l’'Einsatzstab Reichsleiter Rosenberg (ERR), dans les territoires occupés par la Wehrmacht. En France, le nombre d’œuvres et d’objets d’art spoliés par les forces allemandes durant l’Occupation est estimé à environ 100 000 pièces. Il s’agit notamment de tableaux, sculptures, bijoux et meubles principalement volés à des familles juives, cibles des lois raciales.
À la Libération, 60 000 œuvres sont retrouvées en Allemagne désormais occupée par les Alliés, grâce notamment au travail effectué durant la guerre par Rose Valland, attachée de conservation au musée du Jeu de Paume occupé par l’ERR. Les œuvres spoliées sont rassemblées dans les collecting points, à savoir des dépôts provisoires situés à Düsseldorf, Baden-Baden, Munich et Wiesbaden. Les objets redécouverts par les services de récupérations d’œuvres d’art des armées américaine, britannique et française en Allemagne sont transférés à Paris lorsqu’ils ont été spoliés en France. À ces pièces s’ajoute un volume considérable de livres, d’archives et de manuscrits découverts dans plusieurs dépôts en France et dans les autres territoires occupés par le Reich. Entre 1,1 et 2 millions d’ouvrages spoliés ont été retrouvés bien que le nombre total de ces livres en France soit évalué à 20 millions dès le lendemain de la guerre.
Des historiens, historiens de l’art, bibliothécaires et experts se rendent en Allemagne pour examiner les collections afin de les renvoyer dans leurs pays d’origine. Afin de traiter les œuvres revenues en France, le gouvernement provisoire de la République met en place un organisme dédié : la CRA est alors créée le 24 novembre 1944 par un arrêté du ministre de l’Éducation nationale René Capitant à la demande de Jacques Jaujard, directeur des Musées nationaux de France. 

### Fonctionnement
Présidée par le collectionneur d'art Albert Henraux, président de la Société des amis du Louvre et vice-président du Conseil supérieur des musées, la CRA comprend alors dix-sept membres pouvant être assistés d’experts désignés par le ministère de l’Éducation nationale. Le nombre de membres s’élève à trente quelques années plus tard : parmi eux, se trouvent notamment Jacques Jaujard, René Huyghe et Rose Valland. Jusqu’en août 1946, l’organisme est installé dans les locaux du musée du Jeu de Paume à Paris, siège de l’ERR durant la guerre, avant de déménager avenue Rapp et rue de Montessuy dans des annexes du Musée du Louvre. La CRA se compose de deux services :
- le service pour la récupération des œuvres d’art, souvenirs historiques, objets précieux, bijoux d’époque, dirigé par Michel Florisoone, conservateur au Louvre, et dont la secrétaire est Rose Valland avant qu’elle ne soit envoyée en mission en Allemagne ;
- la sous-commission de la récupération des livres, archives, manuscrits et autographes créée le 1er juin 1945 et présidée par Camille Bloch, inspecteur général honoraire des bibliothèques et des archives, jusqu’à sa mort en 1949 puis par André Masson, inspecteur général des bibliothèques : les activités de restitutions des livres sont supervisées par Jenny Delsaux, bibliothécaire de l’université de Paris[8],[9].

Les services de la CRA sont en relations directes avec d’autres instances françaises : l’Office des biens et intérêts privés (OBIP) du ministère des Affaires étrangères pour les biens spoliés et retrouvés à l’étranger ou en Alsace-Moselle, et avec le service des restitutions du ministère des Finances pour ceux retrouvés dans le reste de la France. Le rôle de la CRA est d’apporter son expertise pour compléter les déclarations de spoliations faites par les victimes auprès de l’OBIP, seule administration amenée à réceptionner les dossiers.
Lorsque ces dossiers portent sur des biens culturels, ils sont transmis à la CRA qui estime alors la valeur en francs du bien déclaré spolié puis croise les informations pour tenter de le localiser parmi les collections qui ont été retrouvées. La sous-commission des livres est directement responsable des restitutions des documents bien qu’elle rende compte à l’OBIP. La CRA publie deux catalogues d’expositions qu’elle a organisées pour présenter les biens retrouvés : en 1946, Les chefs-d’œuvre des collections privées françaises retrouvés en Allemagne, puis en 1949 Manuscrits et livres précieux retrouvés en Allemagne.

### Dissolution
Alors que les opérations d’identification et de restitutions ne sont pas terminées, un décret du 30 septembre 1949 prévoit la suppression de la CRA au 31 décembre 1950. L’OBIP reprend ses attributions et quatre « commissions de choix » lui sont rattachées et sont chargées de traiter les collections non restituées.
Pour examiner les ouvrages précieux, une « commission de choix » pour les livres rares et manuscrits est créée par un arrêté du 12 octobre 1949. De nombreux documents ont été attribués à la direction des bibliothèques du ministère de l’Éducation nationale et à l’administration des Domaines qui procèdent à leur affectation ou à leur dépôt dans des bibliothèques publiques ou des établissements universitaires : quelque 13 800 livres spoliés déposés à l’issue des opérations de restitution aux propriétaires dans une quarantaine de bibliothèques françaises entre 1950 et 1953.
Parmi les 61 233 objets retrouvés à la fin du conflit, 45 441 sont restitués avant 1950 à leurs propriétaires ou à des ayants-droit. De nombreux propriétaires n’ayant pas pu être identifiés, 12 463 œuvres sont vendues par l’administration des Domaines tandis que 2 143 autres sont déposées auprès des Musées nationaux ou d'autres musées après avoir été présentées au public au château de Compiègne de 1950 à 1954 : ces œuvres sont depuis considérées comme Musées nationaux récupération et désignées par le sigle « MNR ».

### Autres services et agents
La CRA collabore avec les différents services français chargés des opérations de récupération artistique, service des restitutions du Ministère des Finances localisé en France, Service de remise en place des oeuvres d'art (SRPOA) dirigé par Rose Valland à Berlin, et les autres services localisés en Zone française d'occupation : division Réparations-Restitutions, Bureau centrale des restitutions (BCR), Bureau des investigations artistiques (BIA).
Parmi les différents agents qui ont été chargés des opérations de récupération artistique, qu'ils dépendent de la CRA ou bien des autres services en ZFO : 
- Marguerite Azambre à Baden-Baden
- Jean-Louis Bonet-Maury (1894-1985)[16]
- Hubert de Brye[17] (1900-1982)
- Elie Doubinsky[18] au CCP Munich
- Pierre-Louis Duchartre (1894-1983)
- Henry de Faucigny-Lucinge (1901-1982) à Düsselforf
- Michel Florisoone (1904-1973) à Paris